# Herb gminy Rzgów (województwo wielkopolskie)
Herb gminy Rzgów – jeden z symboli gminy Rzgów, autorstwa Piotra Gołdyna.

## Wygląd i symbolika
Herb przedstawia na tarczy koloru białego gałązkę głogu z czterema zielonymi liśćmi, trzema czerwonymi owocami i czarną łodygą.